# Kino afrykańskie
Kino afrykańskie – kinematografia kontynentu afrykańskiego rozwijająca się po dekolonizacji Afryki.
Ze względu na uwarunkowania polityczne i ekonomiczne, kino afrykańskie rozwijało się bardzo nierównomiernie. Jego początki sięgają lat 30. XX wieku, kiedy to rozwinął się przemysł filmowy Egiptu. W mniejszym stopniu rozwinął się on także w pozostałych krajach Maghrebu, głównie z powodu wpływu i obecności Europejczyków, głównie Francuzów.
Rzeczywisty rozwój kina afrykańskiego miał jednak miejsce dopiero po dekolonizacji Afryki.

## Kino Afryki Północnej
Relatywnie najlepiej rozwiniętym przemysłem filmowym północnej Afryki była kinematografia algierska, głównie ze względu na wpływ francuskich emigrantów. Przemysł filmowy został w tym kraju zorganizowany przez władze, głównie przy udziale lewicowych filmowców europejskich (np. Bitwa o Algier Gillo Pontecorvo z 1966 roku, Z Costy-Gavrasa z 1969 roku oraz Kronika lat pożogi Mohammeda Lakhdara-Haminy z 1975, które otrzymało Złotą Palmę na 28. MFF w Cannes). Produkcje te poruszały głównie kwestie antykolonialne, zwracając uwagę na grabież krajów Maghrebu przez narody europejskie.
Od lat 80., głównie ze względu na brak finansowania oraz presje polityczne, sytuacja kina algierskiego uległa pogorszeniu, jednak nadal odnosi ono sukcesy, głównie za sprawą Mohameda Chouikha i Merzaka Allouache'a.